# جاي ديفيد شابيرو
جاي ديفيد شابيرو (بالإنجليزية: J. David Shapiro)‏ هو كاتب سيناريو أمريكي، ولد في 18 مارس 1969.

## وصلات خارجية
- الموقع الرسمي
- جاي ديفيد شابيرو على موقع IMDb (الإنجليزية)
- جاي ديفيد شابيرو على موقع قاعدة بيانات الفيلم (الإنجليزية)
- جاي ديفيد شابيرو على موقع كينوبويسك (الروسية)